# Демченко, Раиса Семёновна
Раиса Семёновна Демченко  (1 января 1919 года; г. Алма-Ата —) — советский учёный в области цветной металлургии, кандидат технических наук.

## Биография
Окончила Московский институт цветных металлов и золота (1945). В 1945—1957 годы работала в научно-исследовательских институтах и предприятиях Казахской ССР и РСФСР. В 1957—1987 — научный сотрудник Института металлургии и обогащения Академии наук Казахской ССР.

## Научная деятельность
Научные работы посвящены физико-химическим основам металлургии тиосолей металлов. Основные работы касаются разработки электротермических методов обработки вторичного сырья и свинцовых полуфабрикатов, которые получили применение на предприятиях России, Казахстана и Украины.

## Награждения
Лауреат Государственной премии Казахской ССР (1972).